# Buick Terraza
La Terraza è un'autovettura prodotta dalla Buick dal 2005 al 2007.

## Il contesto
Basata sul pianale U della General Motors, la Terraza fu offerta con un solo tipo di carrozzeria, monovolume quattro porte. Prese il posto dell'Oldsmobile Silhouette nella categoria delle monovolumi lussuose General Motors dopo la soppressione del marchio Oldsmobile nel 2004. La Terraza venne prodotta insieme alle simili Chevrolet Uplander, Pontiac Montana SV6 e Saturn Relay nello stabilimento General Motors di Doraville, in Georgia.
La Terraza non è stata la prima monovolume della Buick, dato che la GL8 debuttò nel 2000 in Cina. La GL8, comunque, è stata commercializzata solo nel paese asiatico citato.

## Caratteristiche
La Terraza, che era caratterizzata da un abbondante uso di cromature, era la monovolume più lussuosa e costosa della General Motors. Il suo prezzo di lancio, nel 2005, era infatti di 28.110 dollari. La Terraza ha debuttato con un motore V6 da 3,5 L di cilindrata che erogava 200 CV di potenza e 298 N•m di coppia. Questo motore permetteva al modello di accelerare da 0 a 97 km/h in circa 9 secondi. Nel 2006 fu aggiunto alle opzioni un propulsore V6 da 3,9 L che sviluppava 240 CV e 332 N•m. Questo motore permetteva al veicolo di avere una migliore accelerazione ed una superiore brillantezza nelle prestazioni. Il motore era installato anteriormente. Erano montati sedili rivestiti in pelle. Sulla Terraza erano inoltre disponibili, nell'abitacolo, degli inserti in legno. Nello stesso materiale erano anche realizzati il volante ed il pomello della leva del cambio, e questo era un'eccezione tra le monovolume della General Motors. La trazione era anteriore, ma era disponibile, tra gli optional, la trazione integrale. La Terraza era dotata di un cambio automatico a quattro rapporti.
Nel 2007 il motore V6 da 3,5 L fu tolto dall'offerta, e quindi il propulsore V6 da 3,9 L diventò l'unità motrice base. Di conseguenza, l'opzionale trazione integrale fu eliminato, dato che non era in grado di supportare la grande coppia del motore da 3,9 L. Una versione Flex del propulsore citato fu aggiunto all'offerta. La Terraza del 2007 equipaggiata da airbag laterali ricevette il giudizio di "buono" per gli impatti laterali, a seguito di crash test eseguiti dall'Insurance Institute for Highway Safety.

## I cambiamenti anno per anno
- 2005 • La Buick ha introdotto il modello, che fu la sua prima monovolume per il mercato nordamericano. La Terraza era disponibile in due livelli, quello base identificato con la sigla CX e l'allestimento CXL, che era quello più lussuoso. Entrambi erano disponibili con trazione anteriore o integrale.
- 2006 • Al motore V6 da 3,5 L fu affiancato un V6 da 3,9 L, che era disponibile solo con la trazione anteriore. Gli airbag laterali montati sulla seconda fila di sedili divennero ora un optional.
- 2007 • Nell'ultimo anno della Terraza, la trazione integrale fu tolta dall'offerta. Nel 2007 il solo motore disponibile fu quello da 3,9 L. Di quest'ultimo, era offerta opzionalmente la versione Flex. Un equipaggiamento più ricco fu disponibile sull'allestimento CX Plus, che si posizionava tra i livelli CX e CXL. Nell'anno in questione la Terraza fu tolta dai listini.

## La fine della produzione
La poco venduta Terraza (in Canada ebbe volumi di vendita medi, sebbene non furono sufficienti a far continuare la commercializzazione) fu tolta di produzione dalla Buick dopo il model year 2007. Il sito produttivo di Doraville fu chiuso il 26 settembre 2008.
A causa delle basse vendite dei modelli monovolume, la General Motors decise di uscire dal business collegato ad essi. La Terraza, la crossover SUV Rendezvous ed il SUV Rainier vennero sostituiti dalla Buick Enclave nel 2008.